# Kijowski Narodowy Uniwersytet Handlu i Ekonomii
Kijowski Narodowy Uniwersytet Handlu i Ekonomii (ukr. Київський національний торговельно-економічний університет, КНТЕУ) – instytucja szkolnictwa wyższego Ministerstwa Edukacji i Nauki Ukrainy w Kijowie, Ukraina. Założony został 4 marca 1966 roku na bazie oddziału w Kijowie Donieckiego Instytutu Handlu Radzieckiego. Znajduje się w rejonie desniańskim, na terenie kompleksu leśnego pomiędzy ulicami KYoto i Milyutenkо.
W KNUHE uczy się 36 600 studentów, w tym 13,5 tys. na studiach stacjonarnych. Przygotowanie specjalistów odbywa się w 5 dziedzinach (gospodarka i przedsiębiorczość, zarządzanie, handel, przemysł spożywczy technologia i inżynieria, prawo), 27 specjalności, 48 specjalności.
W zbiorach biblioteki znajduje się ponad 1,2 mln jednostki pamięci. Przy uniwersytecie działają studia podyplomowe i doktoranckie.

## Historia
Historia Kijowskiego Narodowego Uniwersytetu Handlu i Ekonomii bierze początek od kijowskiego oddziału Wszechzwiązkowego zaocznego instytutu handlu radzieckiego, założonego w 1946 roku. W związku z utworzeniem w 1958 roku Ministerstwa handlu USRR i podporządkowania mu uczelni znajdujących się na terenie Ukrainy, zgodnie z rozporządzeniem Rady Ministrów USRR nr 50 z dnia 14 stycznia 1959 roku Kijowski oddział Wszechzwiązkowego zaocznego instytutu handlu radzieckiego został podporządkowany Charkowskiemu Instytutowi Handlu Radzieckiego, w tym samym roku – Donieckiemu Instytutowi Handlu Radzieckiego.
We wrześniu 1965 roku dyrektorem oddziału wyznaczony został kandydat nauk ekonomicznych Wasil Zadorożny. Zastępcą dyrektora został kandydat nauk ekonomicznych Aleksiej Kolchigin. Duże zapotrzebowanie na personel o najwyższych kwalifikacjach w branży handlu przyczynił się do powstania na bazie oddziału samodzielnej uczelni. Rozporządzeniem Rady Ministrów ZSRR nr 195 od 4 marca 1966 roku na bazie oddziału w Kijowie Donieckiego Instytutu Handlu Radzieckiego stworzony został Kijowski Instytut Handlowo-Ekonomiczny. W ramach instytutu zaczęły działać 4 wydziały: handlowy, ekonomiczny, technologiczny i podnoszenia kwalifikacji.
W październiku 1966 roku rektorem KHEI wyznaczony został kandydat nauk filozoficznych Tamara Skyrda.
W 1986–1987 roku na stanowisku rektora pracował doktor nauk ekonomicznych, profesor Iwan Majboroda, w 1988–1990 roku – doktor nauk ekonomicznych, profesor Wiktor Nevesenko. W listopadzie 1991 roku na stanowisko rektora powołany został Anatolij Mazaraki.
Rozporządzeniem Gabinetu Ministrów Ukrainy nr 542 z dnia 29 sierpnia 1994 instytut przekształcony został w Kijowski Państwowy Uniwersytet Handlu i Ekonomii.
W sierpniu 1994 roku na bazie Kijowskiego centrum handlowo-ekonomicznego instytutu został stworzony Kijowski Państwowy Uniwersytet Handlu i Ekonomii. Dekretem Prezydenta Ukrainy nr 1059/2000 od 11 września 2000 roku uniwersytetowi nadano status narodowego.
Zgodnie z rozporządzeniem Gabinetu Ministrów Ukrainy od 25.11.2015 r. nr 1223-p. «O reorganizacji Ukraińskiego uniwersytetu finansów i handlu międzynarodowego» i Rozkazu MON Ukrainy od 17.12.2015 nr 1309 «O reorganizacji Ukraińskiego uniwersytetu finansów i handlu międzynarodowego» Ukraiński państwowy uniwersytet finansów i handlu międzynarodowego włączono do Kijowskiego Narodowego Uniwersytetu Handlu i Ekonomii z edukacją na jego bazie jednostki organizacyjnej Uniwersytetu.

## Chronologia zmian nazwy
Historycznie, nazwa uniwersytetu często się zmieniała w zależności od podporządkowania, reorganizacji lub nadania statusu przez rząd lub prezydenta
- 1946-1959 - Kijowska Filia Wszechzwiązkowego Instytutu Zaocznego Handlu Radzieckiego
- 1959-1959 - Kijowska Filia Charkowskiego Instytutu Handlu Radzieckiego
- 1959-1966 - Kijowska Filia Donieckiego Instytutu Handlu Radzieckiego
- 1966-1994 - Kijowski Instytut Handlu i Ekonomii (KIHE)
- 1994-2000 - Kijowski Państwowy Uniwersytet Handlu i Ekonomii (KPUHE)
- 2000-2022 - Kijowski Narodowy Uniwersytet Handlu i Ekonomii (KNUHE)
- od 2022 - Państwowy Uniwersytet Handlu i Ekonomii (PUHE)[11]

Ostatnia zmiana nazwy nastąpiła w wyniku reorganizacji spowodowanej zmianami w ustawodawstwie. Według stanu na 2025 rok uniwersytet oczekuje ponownego nadania statusu narodowego przez Prezydenta Ukrainy, z kolejną zmianą nazwy na Narodowy Uniwersytet Handlu i Ekonomii (NUHE).

## Oceny
W ogólnym rankingu uczelni Ukrainy «Kompas»:
- 2007-2008 – 4 miejsce[13]
- 2009 r. – 6 miejsce[14]
- 2010 r. – 6 miejsce[15]
- 2011 r. – 6 miejsce[16]
- 2012 r. – 7 miejsce[17]
- 2013 r. – 7 miejsce

W rankingu uczelni Ukrainy «Top-200 Ukraina»:
- 2007 r. – 35 miejsce[18]
- 2008 r. – 25 miejsce[19]
- 2009 r. – 23 miejsce[20]
- 2010 r. – 23 miejsce
- 2011 r. – 21 miejsce[21]
- 2012 r. – 22 miejsce[22]
- 2013 r. – 19 miejsce
- 2014 r. – 22 miejsce[23]
- 2015 r. – 24 miejsce[24]

W 2012 roku KNUHE wszedł w pierwszej piątce najbardziej popularnych UCZELNI Ukrainy.
W 2025 roku według międzynarodowego QS World University Rankings według tematu 2025 w dziedzinie „Nauki społeczne i zarządzanie” w dziedzinie „Ekonomia i ekonometria” uzyskał rangę 551-700 na świecie (wszedł do TOP-5 najlepszych uniwersytetów Ukrainy i stał się jednym z 10 ukraińskich Uczelnia uwzględnionych w rankingu).

## Administracja
- Rektor – Anatolij Mazaraki(inne języki), doktor nauk ekonomicznych, profesor, akademik Narodowej akademii nauk pedagogicznych Ukrainy(inne języki), zasłużony działacz nauki i techniki Ukrainy(inne języki), członek Zaświadczenie kolegium MENT Ukrainy, przewodniczący NMK w zakresie zarządzania i administrowania i NMK z zakresu obsługi, przewodniczący społecznej rady ds. szkolnictwa wyższego MEN Ukrainy.
- Pierwszy prorektor – Prytulska Natalia, dr nauk technicznych, profesor, prezes Ukraińskiej federacji konsumentów «PULS» i Ukraińskiego społeczeństwa, naukowców i technologów towaru, kierownik katedry towaroznawstwa i badania żywności.
- Prorektor ds. naukowo-pedagogicznej pracy – Szapowal Swietłana, kandydat nauk technicznych, docent.
- Prorektor ds. pracy naukowej – Melnyczenko Swietłana, doktor nauk ekonomicznych, profesor.
- Prorektor ds. naukowo-pedagogicznej pracy i stosunków międzynarodowych Walerij Sai, kandydat nauk ekonomicznych, profesor, doradca dyplomatyczny i klasy.
- Prorektor ds. administracyjno-gospodarczej pracy – Szapowal Leonid, inżynier-budowniczy[6][3].

## Biblioteka
Biblioteka naukowa KNUHE założona w 1948 roku jako biblioteka Donieckiego oddziału instytutu handlu radzieckiego (20 tysięcy egzemplarzy). Od 1966 r. – biblioteka Kijowskiego centrum handlowo-ekonomicznego instytutu.